# Brullemail
Brullemail är en kommun i departementet Orne i regionen Normandie i nordvästra Frankrike. Kommunen ligger i kantonen Courtomer som tillhör arrondissementet Alençon. År 2022 hade Brullemail 92 invånare.

## Befolkningsutveckling
Antalet invånare i kommunen Brullemail
| Referens: INSEE |